# Trận Dermbach
Trận Dermbach, còn gọi là Các trận chiến tại Neidhartshausen, Zelle, Wiesenthal và Roßdorf là một loạt cuộc đụng độ trong cuộc Chiến tranh nước Đức năm 1866, đã diễn ra vào ngày 4 tháng 7 năm 1866, tại các ngôi làng ở phía đông và nam Dermbach, thuộc vùng Thüringen. Trong cuộc giao chiến đẫm máu này, một sư đoàn của quân đội Phổ dưới quyền chỉ huy của Trung tướng August Karl von Göben – một trong 3 sư đoàn thuộc binh đoàn của Thượng tướng Bộ binh Eduard Vogel von Falckenstein đã giành chiến thắng trước một đạo quân Bayern tiến đánh từ Thüringen (với 2 sư đoàn) dưới sự chỉ huy của Hoàng tử Karl xứ Bayern. Trận chiến Dermbach đã mang lại thiệt hại nặng nề cho quân đội cả hai bên (trong đó con số thương vong của quân đội Bayern cao hơn Phổ). Cũng như trong các trận thắng khác của các lực lượng Phổ trong cuộc chiến tranh (như trận Kissingen), tài nghệ của Trung tướng Von Göben được xem là nguyên nhân chủ yếu cho thắng lợi tại Dermbach. Với thất bại này, quân đội Bayern hay nói cách khác là Quân đoàn số 7 của Liên minh Đức bị buộc phải rút chạy về phía sau sông Saale, và không thể hội quân với Quân đoàn số 8 (gồm các lực lượng đến từ một số bang Đức và Đế quốc Áo).
Sau khi quân đội Hanover đầu hàng vào ngày 29 tháng 6 năm 1866, tướng Von Falckenstein của Phổ đã chiêu tập binh mã tấn công các bang miền Nam Đức, trong khi quân đội Liên minh Đức đang trấn ngữ sông Main. Vào đầu tháng 7, quân Liên minh đã sẵn sàng chiến đấu, trong đó quân đội Bayern án ngữ tại hướng bắc vùng Franken. Von Falckenstein đã thực thi kế hoạch ngăn ngừa một cuộc hợp binh giữa quân Bayern với Quân đoàn số 8 của Liên minh vốn đang án ngữ ở hướng bắc Frankfurt, và ông đã quyết định tấn công quân Bayern. Trong khi sư đoàn Phổ của tướng Beyer đánh bại kỵ binh Bayern vào ngày 4 tháng 7, tướng Von Göben đã được lệnh tiến đánh qua Dermbach, trước khi đánh bại kẻ địch rồi trở lại Dermbach và có thể chuẩn bị cho bước tiến tiếp theo của quân Phổ. Giao tranh đã nổ ra quyết liệt vào ngày 4 tháng 7 giữa quân đội của một nước Phổ Kháng Cách và một nước Bayern Công giáo, gợi nhớ lại cuộc Chiến tranh Ba mươi năm. Lữ đoàn Phổ của tướng Karl von Wrangel đã tiến đánh Wiesenthal, trong khi lữ đoàn của Kummer tiến công Neidhartshausen. Làng Neidhartshausen và các cao điểm lân cận đã được phòng ngự chặt chẽ, song đã rơi vào tay quân Phổ sau một trận giao tranh quyết liệt với tổn thất lớn cho người Phổ. Đến trưa, các lực lượng Bayern đã bị đánh đuổi khỏi Neidhartshausen và Zelle được tăng viện. Với quyết tâm phòng vệ Diedorf, Hoàng tử Karl xứ Bayern đã phái một lữ đoàn tràn qua làng này, nhưng bị hỏa lực của đối phương chặn đứng. Trong khi đó, tại Wiesenthal, tướng Wrangel phải giao chiến dữ dội với lực lượng đông hơn của Bayern dưới quyền tướng Jakob von Hartmann, và chịu thiệt hại nặng nề. Song, quân đội của Wrangel đã đánh chiếm được làng Wiesenthal, và lực lượng pháo binh Phổ cũng giành thắng lợi lớn trước pháo binh Bayern về phía tây nam. Trong cuộc tiến công đồi Nebelsbeig của đối phương, quân đội Bayern đã kháng cự dũng mãnh, nhưng không ngăn nổi binh lính người Westfalen của Phổ và ngọn đồi đã thất thủ với thiệt hại rất lớn cho địch thủ.
Trận đánh tại Dermbach đã thể hiện hiệu quả của súng trường nạp hậu của Phổ và súng trường Podewils của Bayern. Sau chiến thắng, Göben đã rút hai quân đoàn của ông về Dermbach, và trong ngày hôm sau quân Bayern rút về hướng nam. Quân đội Phổ đã tiếp tục bước tiến của mình và vài ngày sau đó, họ đã giành thắng lợi ở Kissingen và vượt được sông Saale.